# Michael Gerber (auteur)
Pour les articles homonymes, voir Michael Gerber.
Michael Gerber (né le 14 juin 1969) est l'auteur de la trilogie Barry Trotter, parodie de la saga Harry Potter. Avant de devenir écrivain, Gerber a contribué aux chroniques humoristiques du magazine The New Yorker, de l'émission de divertissement hebdomadaire Saturday Night Live, ainsi que quelques autres médias.
En plus de la série Barry Trotter, Gerber a également écrit deux autres parodies intitulées The Lying Bitch in the Wardrobe et A Christmas Peril, respectivement inspirées de C. S. Lewis et de Charles Dickens.
Il a également écrit deux romans non-parodiques, Freshman et Sophomore, qui constituent la moitié d'une série de quatre livres sur les progrès d'un élève dans une université imaginaire. En écrivant ces récits, Michael Gerber s'est essentiellement basé sur sa propre expérience lorsqu'il était étudiant à l'Université Yale.
Gerber a grandi à Saint-Louis puis à Oak Park. Sa première œuvre publiée est une colonne humoristique pour The Trapeze, le journal de son lycée à Oak Park. Bien que beaucoup, à l'époque, aient mis en doute la qualité de son travail, il lui permettra néanmoins de rencontrer sa future femme. Gerber est par ailleurs atteint d'infirmité motrice cérébrale.
C'est un fervent admirateur des Beatles et travaille actuellement sur un roman policier humoristique inspiré de la vie et de l'époque de ce groupe. Il a déclaré à ce sujet : "Je n'ai commencé à écrire des parodies seulement parce que les Beatles n'embauchaient pas. Blamez les."
Gerber vit actuellement à Santa Monica.

## Interview
- Interview on wotmania.com

### Article traduit
- (en) Cet article est partiellement ou en totalité issu de l’article de Wikipédia en anglais intitulé « Michael Gerber (parodist) » (voir la liste des auteurs).